# Martinus Rørbye

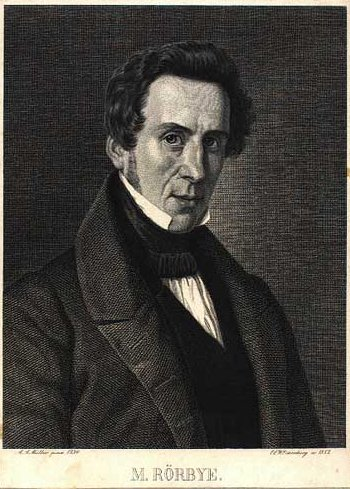
Martinus Rørbye Kupferstich von Erling Eckersberg, 1852

Martinus Christian Wesseltoft Rørbye (* 17. Mai 1803 in Drammen, Norwegen; † 29. August 1848 in Kopenhagen) war ein dänischer Maler. Er war ein wichtiger Künstler des Goldenen Zeitalters Dänemarks (den danske guldalder) und sowohl durch Genrearbeiten als auch Landschaften und Architekturbilder bekannt.

## Leben
Martinus Rørbye war der Sohn des in Drammen in Norwegen tätigen dänischen Regierungsbeamten Ferdinand Henrik Rørbye und dessen Frau Frederikke Eleonore Cathrine de Stockfleth. Nach der Trennung Norwegens und Dänemarks im Jahr 1814 zog die Familie 1815 nach Dänemark zurück. Es zeigte sich früh, dass Martinus ein Talent zum Zeichnen und Malen hatte.
Rørbye studierte ab 1820 an der Königlich Dänischen Kunstakademie in Kopenhagen als Schüler von Christian August Lorentzen und bekam auch Unterricht von Christoffer Wilhelm Eckersberg, der zentralen Figur des Goldenen Zeitalters. Als Eckersbergs Lieblingsschüler war er sorgfältig ausgebildet und hatte die Fähigkeiten erworben, echte Porträts der Natur zu schaffen. Wie sein Mentor war auch Rørbye häufig im Kopenhagener Hafen oder in der Umgebung der Stadt mit einem Skizzenbuch anzutreffen. Er stellte 1824 auf der Charlottenborg Frühjahrsausstellung zum ersten Mal aus und danach regelmäßig während seines ganzen Lebens.
Rørbyes frühe Arbeiten bestanden hauptsächlich aus Stadtszenen von Kopenhagen, daneben fertigte er Landschaften auf der Insel Seeland und auch Porträts. Bereits 1830 führte ihn der Weg auf der Reise in seine Heimat Norwegen zum ersten Mal auf die Halbinsel Jütland. Er kam dabei an Orte, an die dänische Künstler normalerweise nicht gingen, schilderte in seinen Werken das besondere Licht Jütlands und galt seither als erster Skagen-Maler. Er hatte damit noch in den 1870er Jahren Einfluss auf die Arbeiten Michael Anchers, als dieser neben P.S. Krøyer zum Gründer der Künstlerkolonie in Skagen wurde.

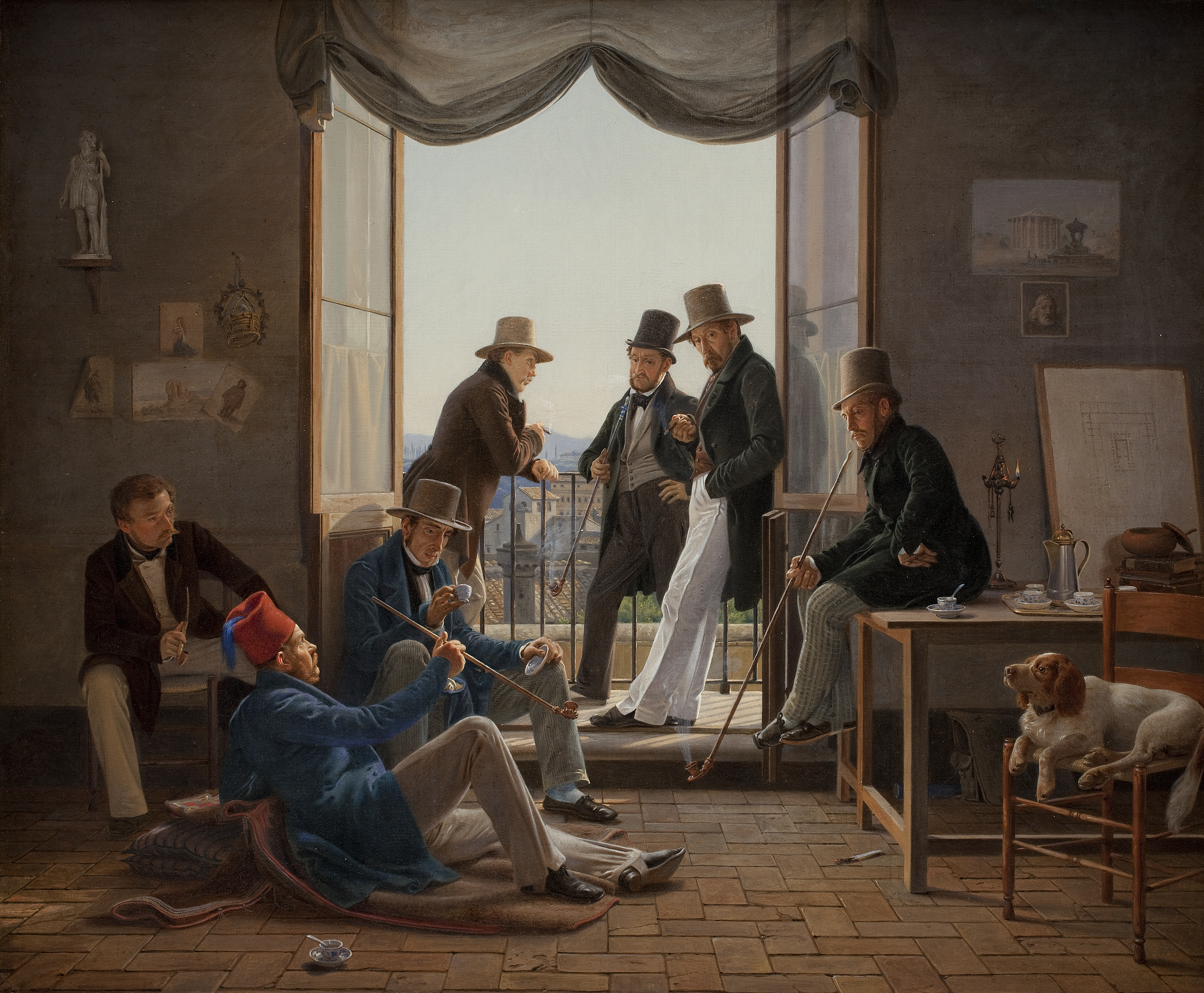
Constantin Hansen: Eine Gruppe dänischer Künstler in Rom, 1837.
Auf dem Boden sitzend Bindesbøll,
von links nach rechts Hansen, Rørbye, Marstrand, Küchler, Blunck und Sonne

Rørbye gewann mehrmals silberne und kleine goldene Medaillen der Akademie. Ein Reisestipendium ermöglichte es ihm 1834, nach Italien zu reisen. Er kam über die Niederlande und Frankreich nach Rom, wo er schon bald der dänischen Gemeinde angehörte, zu der neben dem Bildhauer Bertel Thorvaldsen als Zentralperson z. B. die Maler Constantin Hansen, Albert Küchler, Wilhelm Marstrand, Detlev Conrad Blunck und Jørgen Sonne sowie der Architekt Gottlieb Bindesbøll zählten. Dieser erste Italien-Aufenthalt dauerte bis 1837, unterbrochen 1835 von einem Abstecher gemeinsam mit Bindesbøll nach Griechenland und Konstantinopel im Osmanischen Reich. Verschiedene Werke aus dieser Zeit zeugen von weiteren Reisen, etwa nach Sorrent, den Sabiner Bergen und Sizilien. Für sein Werk En Tyrkisk Notar, Som Afslutter En Aegtepagt (Ein türkischer Notar beim Aufsetzen eines Ehevertrages) erhielt er 1837 die erstmals vergebene Thorvaldsen-Medaille. 1838 wurde er Mitglied der dänischen Kunstakademie, sein für die Aufnahme gefertigtes Werk war Scene af det offentlige liv i Orienten […] (Szene aus dem öffentlichen Leben im Orient).
Rørbye heiratete am 29. August 1839 Rose Frederikke Schiøtt (1810–1859), die Tochter von Justizrat Christian Frederik Schiøtt und Charlotte Johanne, geb. Schack. Seine schlechte Gesundheit veranlasste ihn, im selben Herbst erneut nach Italien zu reisen, in der Hoffnung, zu Kräften zu kommen. 1841 kehrte er in die Heimat zurück. Neben dem Malen gab er Privatunterricht, zu seinen Schülern gehörten u. a. Lorenz Frølich und Christen Dalsgaard. Im Jahre 1844 wurde er zum Professor an der Akademie ernannt mit einem Lehrauftrag an der Modellschule. Sein Gesundheitszustand verschlechterte sich zunehmend, er starb an seinem Hochzeitstag, dem 29. August 1848, in Kopenhagen, seine junge Frau mit mehreren kleinen Kindern hinterlassend. Seine Grabstelle befindet sich auf dem Holmens Kirkegård.

## Werke (Auswahl)

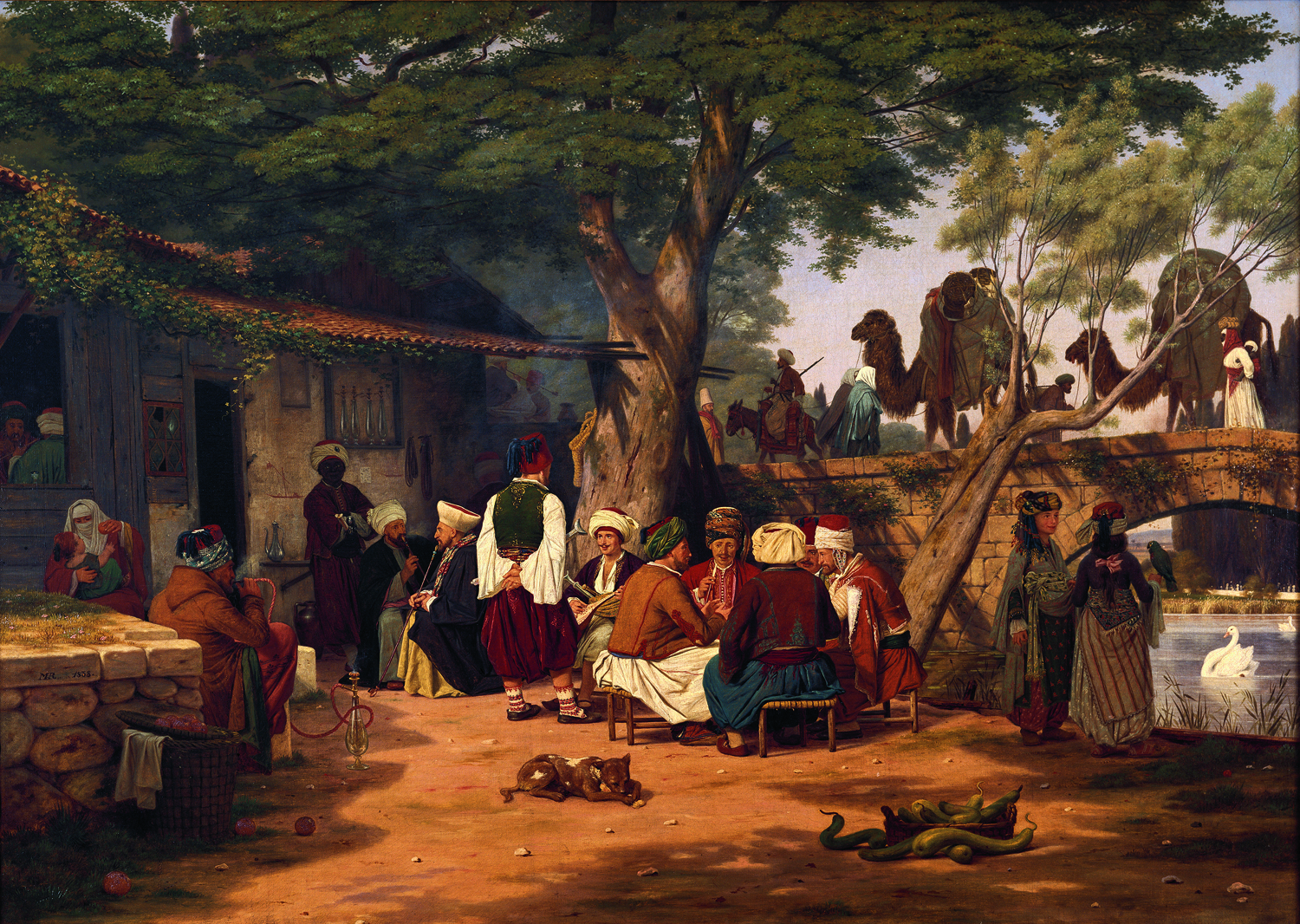
Scene af det offentlige liv i Orienten. Motiv ved karavanebroen i nærheden af Smyrna, 1838

- Udsigt fra kunstnerens vindue. (Blick aus dem Fenster des Künstlers). 1825, Statens Museum for Kunst[3]
- Portræt af maleren C. A. Lorentzen. (Porträt des Malers C. A. Lorentzen). 1827, Nivaagaard Malerisamling, Nivå bei Helsingør[4]
- Stavkirken, Borgund. (Stabkirche, Borgund, Norwegen). 1830, Ny Carlsberg Glyptotek, Kopenhagen[5]
- Arrestbygningen ved råd- og domhuset. (Das Gefängnis von Kopenhagen). 1831, Statens Museum for Kunst[6]
- En loggia fra Procida. (Eine Loggia in Procida), 1835, ARoS Aarhus Kunstmuseum
- Udsigt over Athen fra sydvest. (Blick über Athen von Südwest), 1836, Thorvaldsen-Museum[7]
- En Tyrkisk Notar, Som Afslutter En Aegtepagt. (Ein türkischer Notar beim Aufsetzen eines Ehevertrages). 1837
- Scene af det offentlige liv i Orienten: Motiv ved karavanebroen i nærheden af Smyrna. (Szene aus dem öffentlichen Leben im Orient, Motiv von der Karavanenbrücke bei Smyrna). 1838, Königlich Dänische Kunstakademie
- Michelangelos cypresser i klosteret i Diocletians bade. (Michelangelos Zypressen im Kloster in den Bädern des Diokletian). 1841, Ny Carlsberg Glyptotek, Kopenhagen[8]
- Mænd af Skagen en sommeraften i godt vejr. (Männer von Skagen an einem Sommerabend bei schönem Wetter). 1848, Statens Museum for Kunst

In der Datenbank des Kunstindeks Danmark & Weilbachs Kunstnerleksikon sind 950 Gemälde Martinus Rørbyes in dänischen Museen aufgelistet.

## Galerie

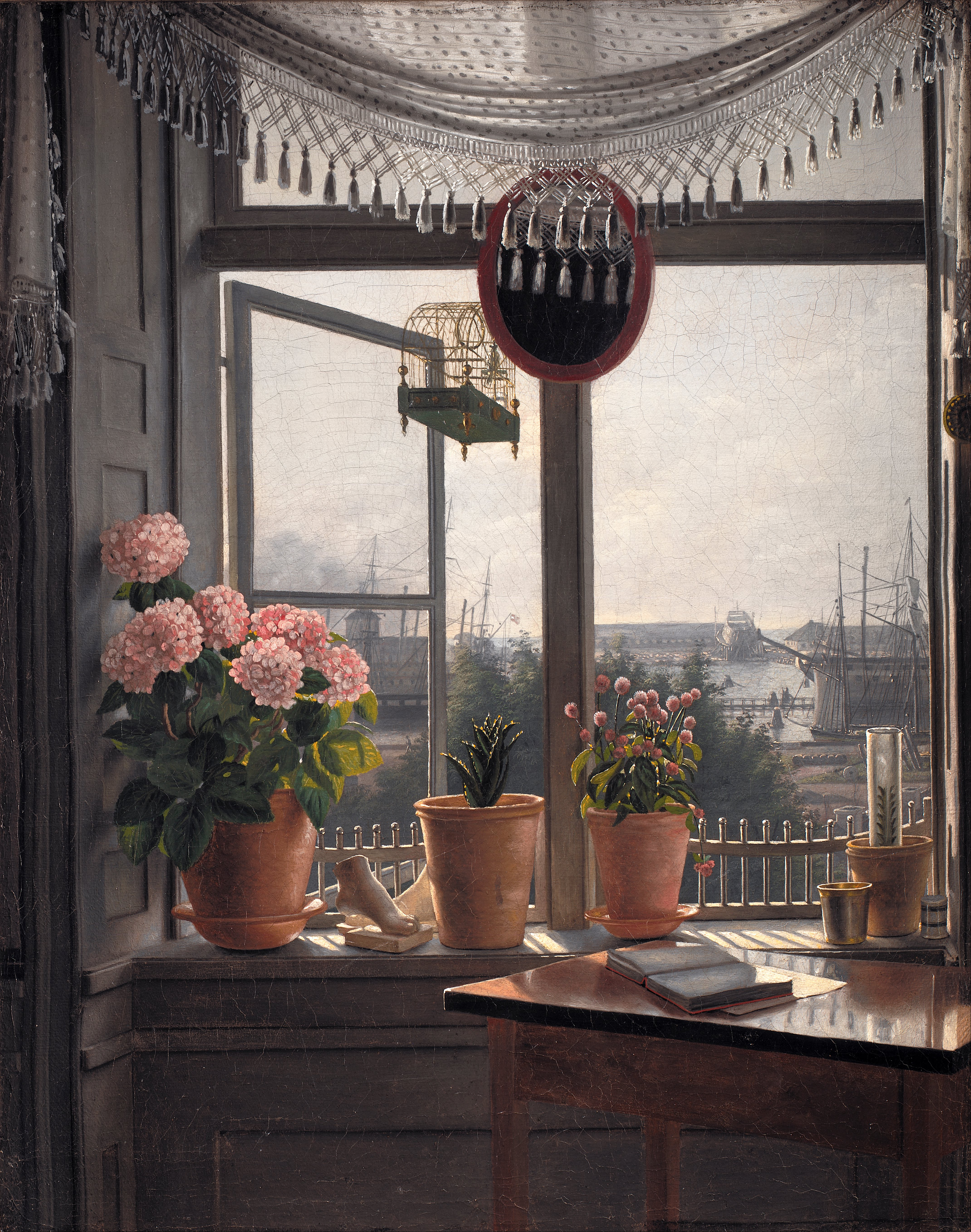
Udsigt fra kunstnerens vindue, 1825
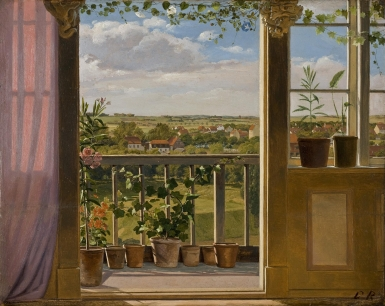
Nørrevold mod Bellahøj, um 1830
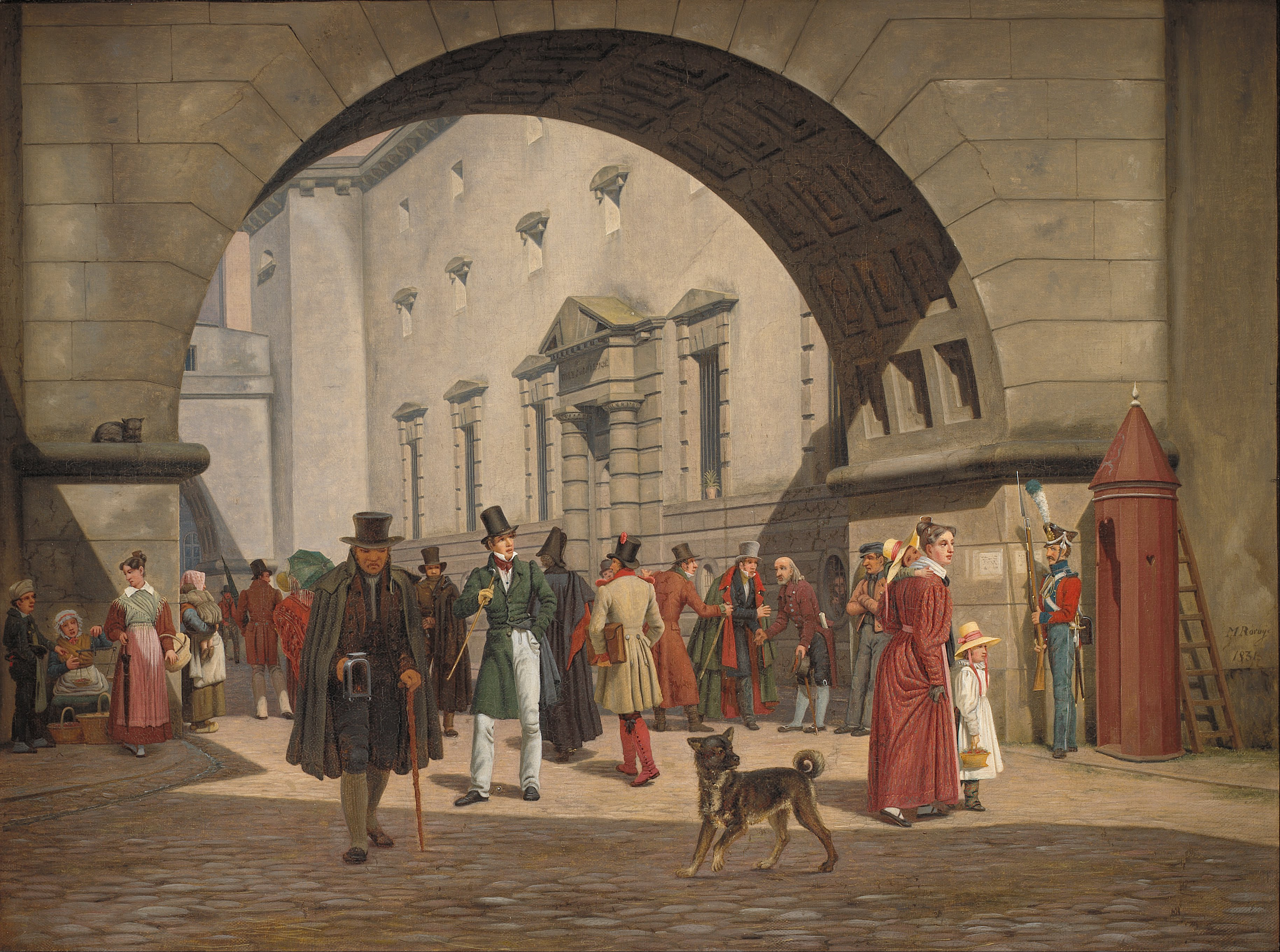
Arrestbygningen ved råd- og domhuset, 1831
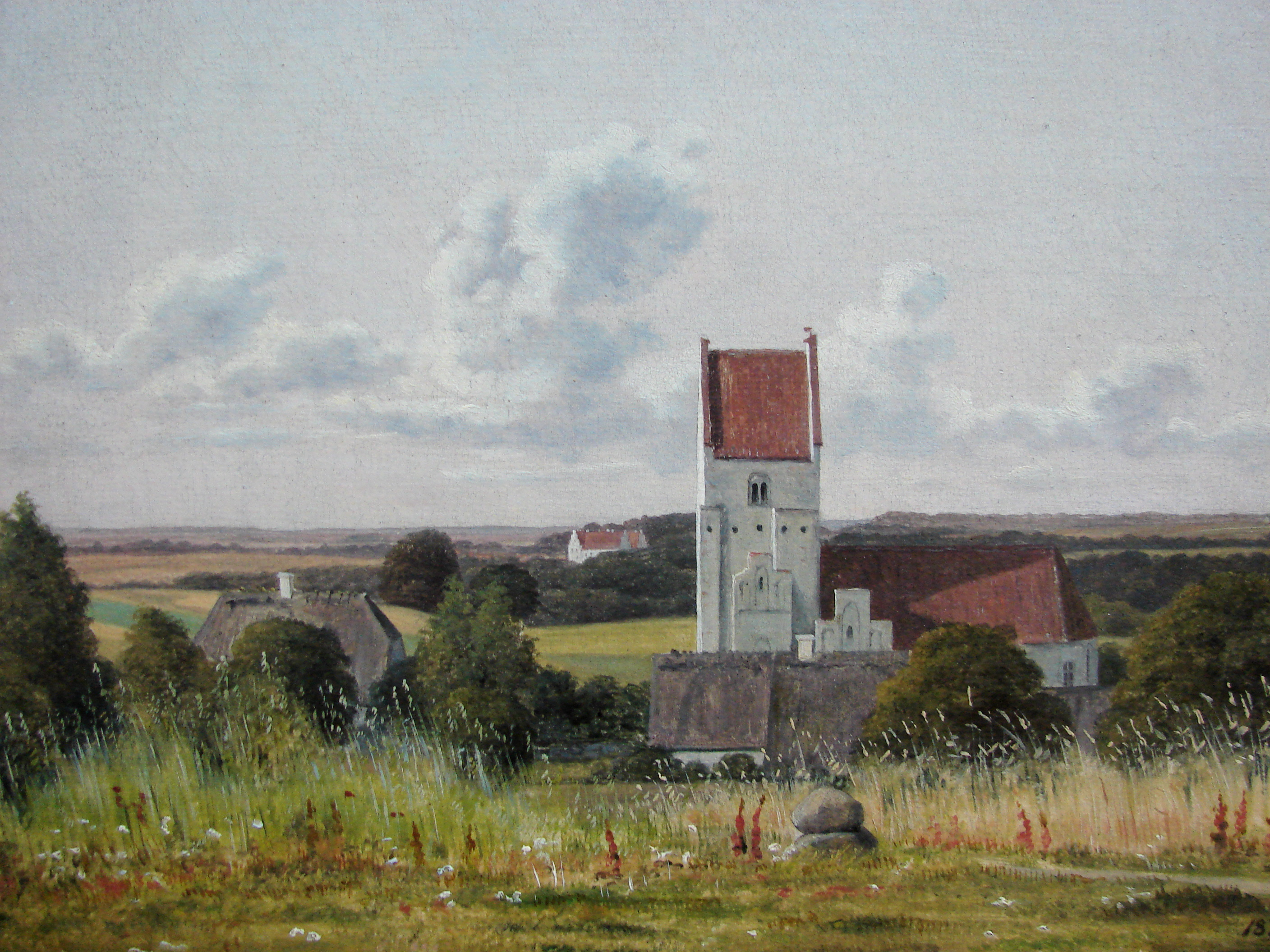
Vester Egede kirke, 1832
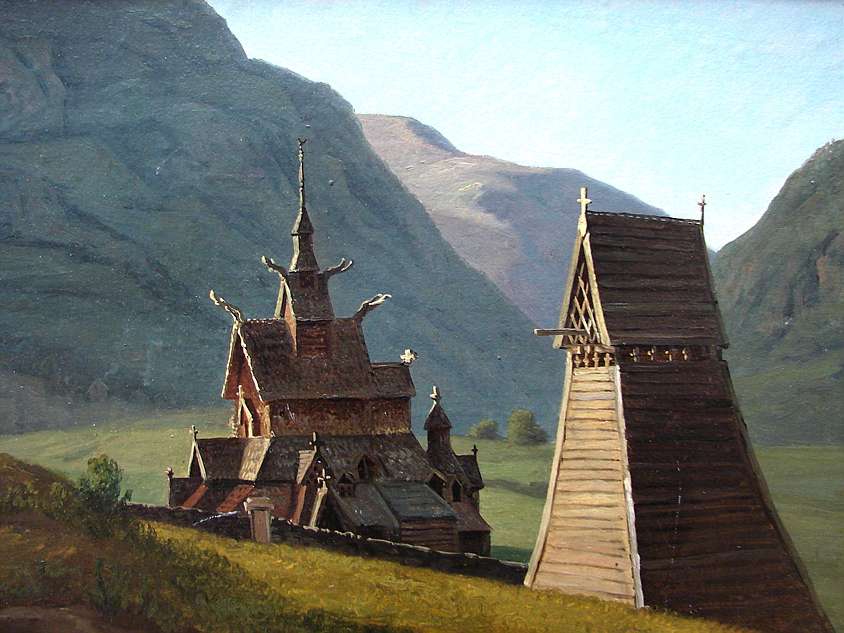
Stavkirken Borgund, 1833
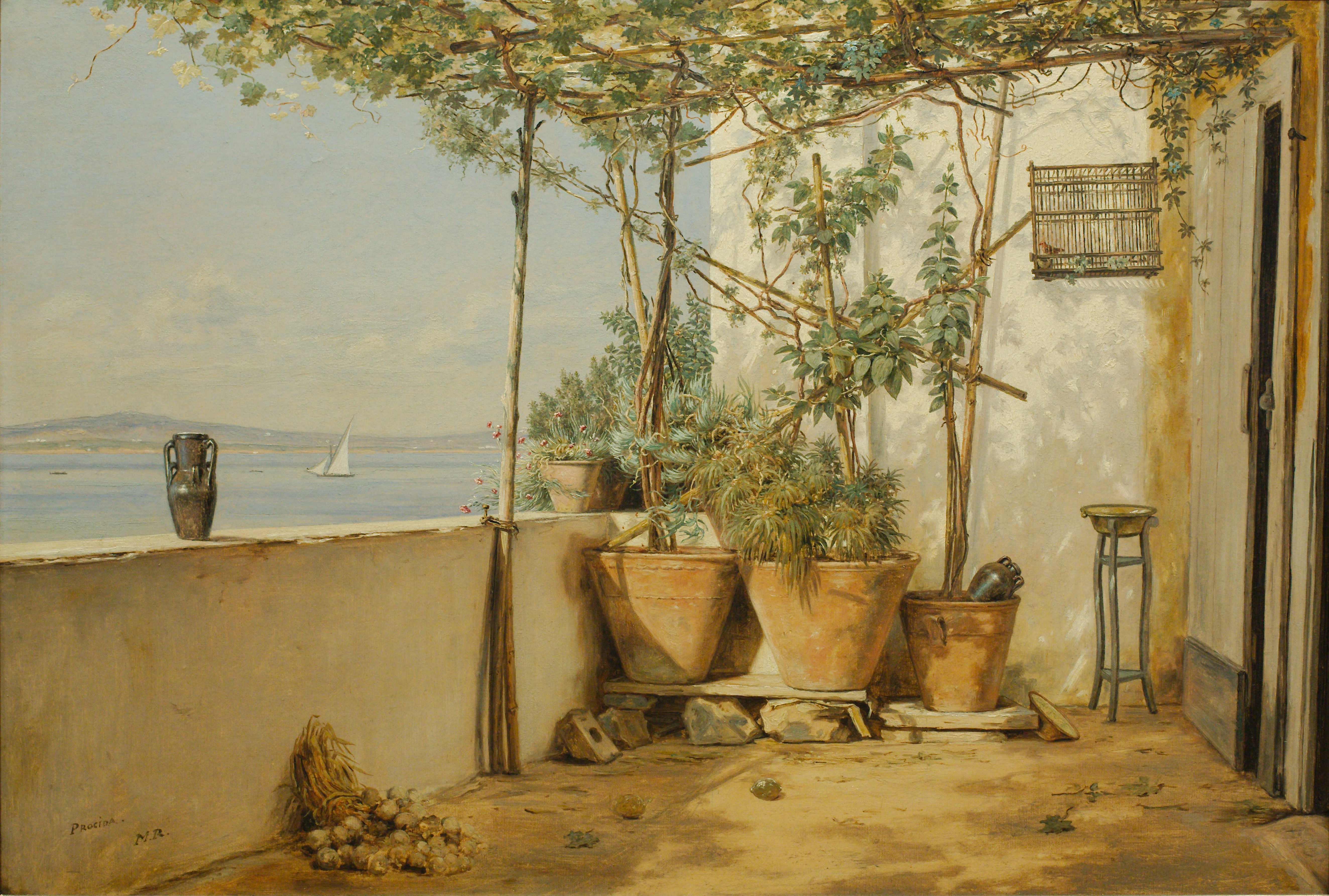
En loggia fra Procida, 1835
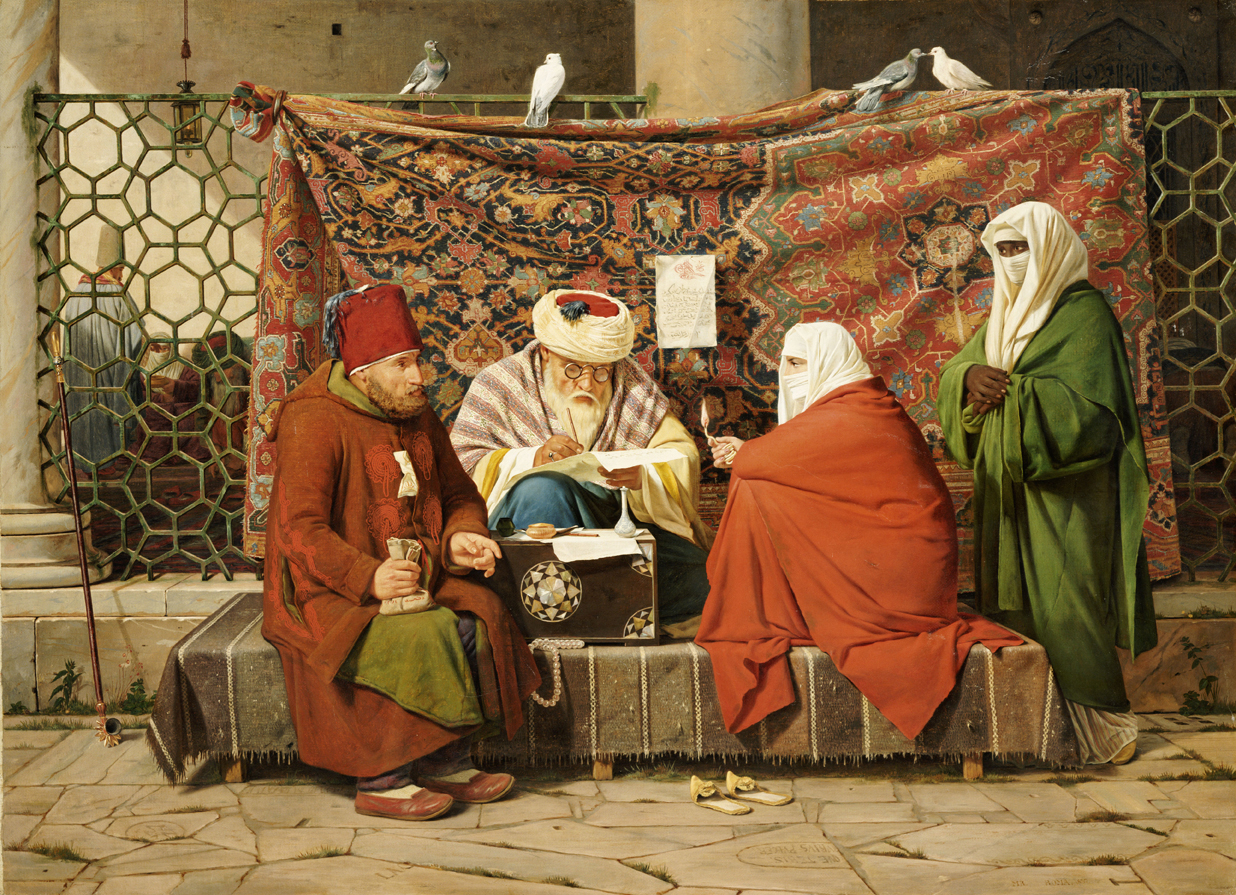
En Tyrkisk Notar, Som Afslutter En Aegtepagt, 1837
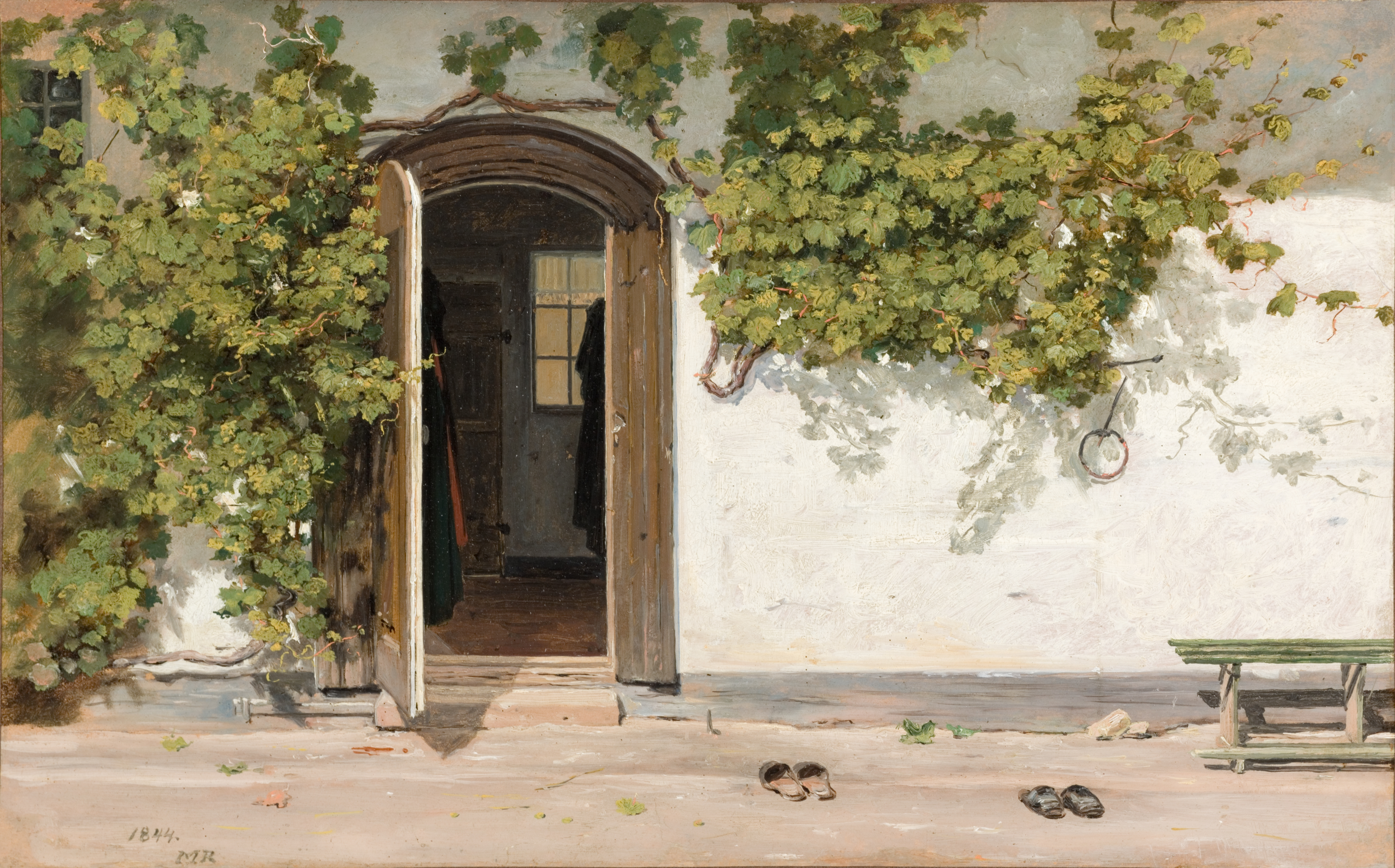
Ingangen til præstegården ved Hillested, 1844
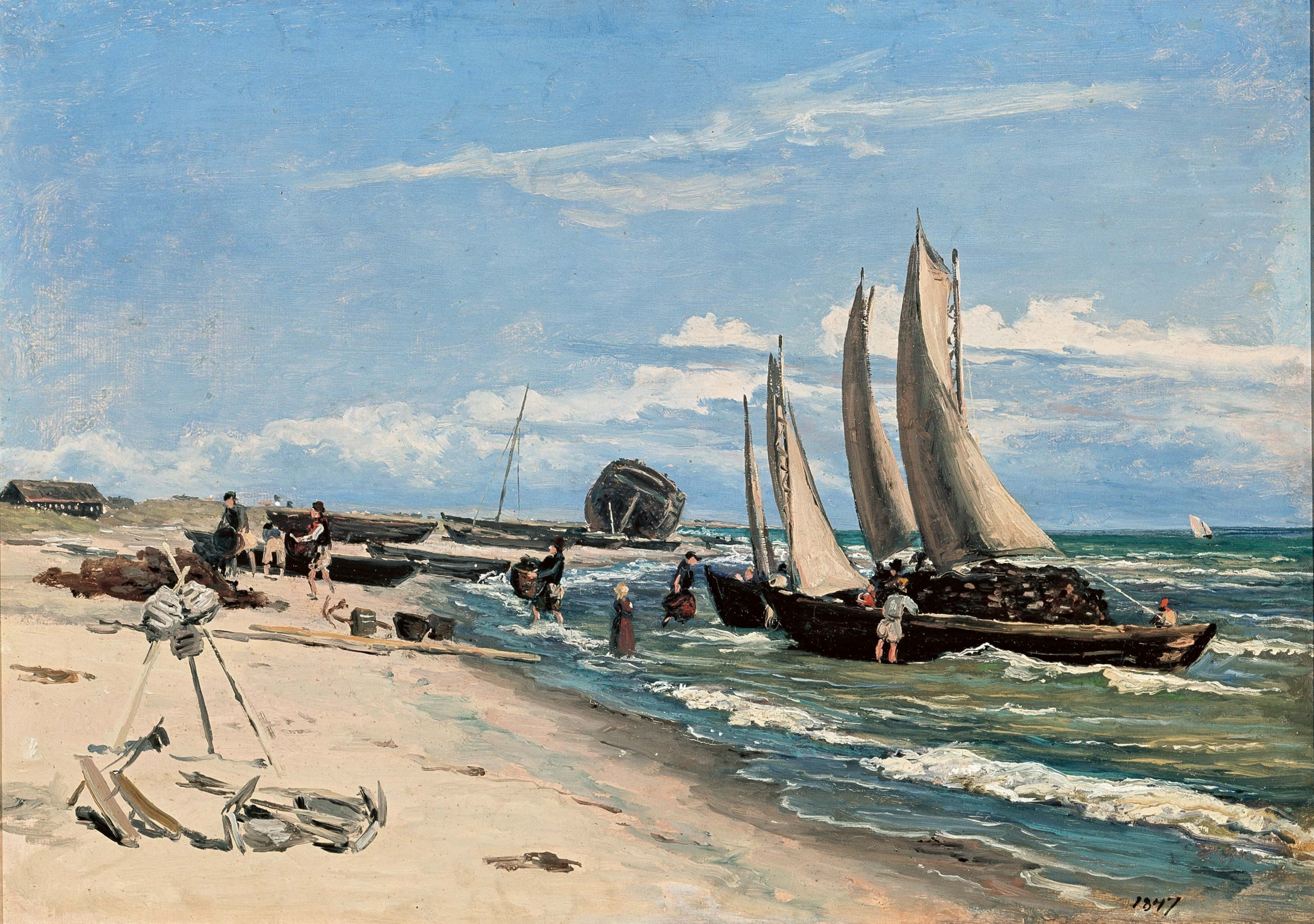
Stranden ved Skagen Vesterby, 1847
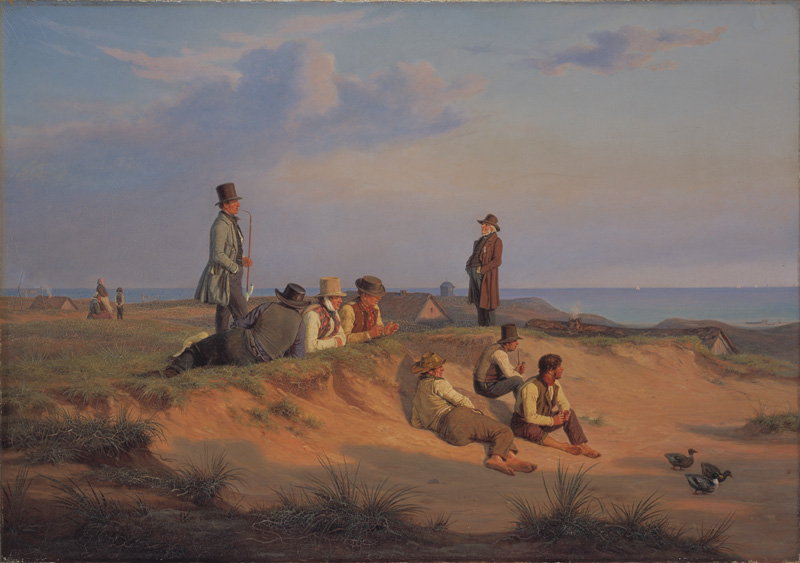
Mænd af Skagen en sommeraften i godt vejr, 1848

## Ausstellungen
Martinus Rørbye war mit seinen Werken neben den Charlottenborg Frühjahrsausstellungen auf zahlreichen Ausstellungen vertreten. Weilbach nennt hier etwa 30 Beteiligungen bzw. Einzelausstellungen in Dänemark und Europa.
- 2014/2015: Martinus Rørbye – Det nære og det fjerne. (The near and the distant – Die Nähe und die Ferne), Ausstellung in Zusammenarbeit von Øregaard Museum in Hellerup, Nivaagaard Malerisamling (Nivå bei Helsingør), Skovgaard Museet in Viborg und Ribe Kunstmuseum.[1][11]